# 塔斯曼海紅盲鰻
塔斯曼海紅盲鰻（學名：Rubicundus eos），為盲鰻科紅盲鰻屬下的一個種，它最初被分類為Eptatretus屬，但2013年的一項分析被重新分類在Rubicundus屬，分布於西南太平洋紐西蘭塔斯曼海海域，深度1013公尺，身體延長呈圓柱狀，體後方側扁，眼退化為皮膚所覆蓋，無上下頜，體粉紅色，黏液孔總數為128-130個，體長可達66.5公分，棲息在深海，屬肉食性，沒有交配器官，性腺位於腹膜腔內，卵巢位於性腺的前部，睾丸位於性腺的後部，若性腺的顱部發育，則動物成為雌性；若性腺的尾部發生分化，則動物成為雄性，生活習性不明。